# Grimmiales
Die Grimmiales sind eine Ordnung der Laubmoose. Es sind meist ausdauernde und robuste Arten, die auf Steinen und auf Fels dichte Kissen oder Rasen bilden. Meist wachsen sie deshalb auch an offenen, hellen Standorten.

## Merkmale
Bei vielen Arten dieser Ordnung ist ein Übergang von der Akrokarpie zur Pleurokarpie zu beobachten. Die Pflanzen bilden dann niederliegende bis aufsteigende, nur schwach verzweigte Stämmchen.
Die Blätter sind meist lanzettlich mit einer Mittelrippe. Häufig endet das Blatt in einer hyalinen Haarspitze. Die Zellen haben oft dicke Zellwände. Bei manchen Arten sind die Zellwände auch unregelmäßig knotig verdickt. Bei vielen Arten bestehen die Blätter auch aus zwei Zellschichten.
Der Sporophyt besitzt eine kurze Seta, die gerade oder u-förmig in das Polster zurückgebogen ist. Die Kalyptra ist groß und hat meist die Form einer Mütze. Das Sporogon ist eiförmig bis zylindrisch. Das Peristom ist haplolepid.

## Systematik
Die Ordnung umfasst drei Familien
- Grimmiaceae mit 10 Gattungen und rund 330 Arten, weltweit
- Seligeriaceae mit 5 Gattungen und 48 Arten, meist gemäßigte Breiten
- Ptychomitriaceae mit 5 Gattungen und 62 Arten, meist gemäßigte Breiten